# Вархольм, Карстен
Карстен Вархольм (англ. Karsten Warholm; род. 28 февраля 1996, Ульстейнвик, Мёре-ог-Ромсдал) — норвежский легкоатлет, специализирующийся в беге на 400 метров с барьерами и гладкой дистанции 400 метров. Олимпийский чемпион 2020 года, единственный в истории трёхкратный чемпион мира на дистанции 400 метров с барьерами (2017, 2019 и 2023), трёхкратный чемпион Европы (2018, 2022 и 2024) в беге на 400 метров с барьерами. Многократный чемпион Норвегии.

## Биография

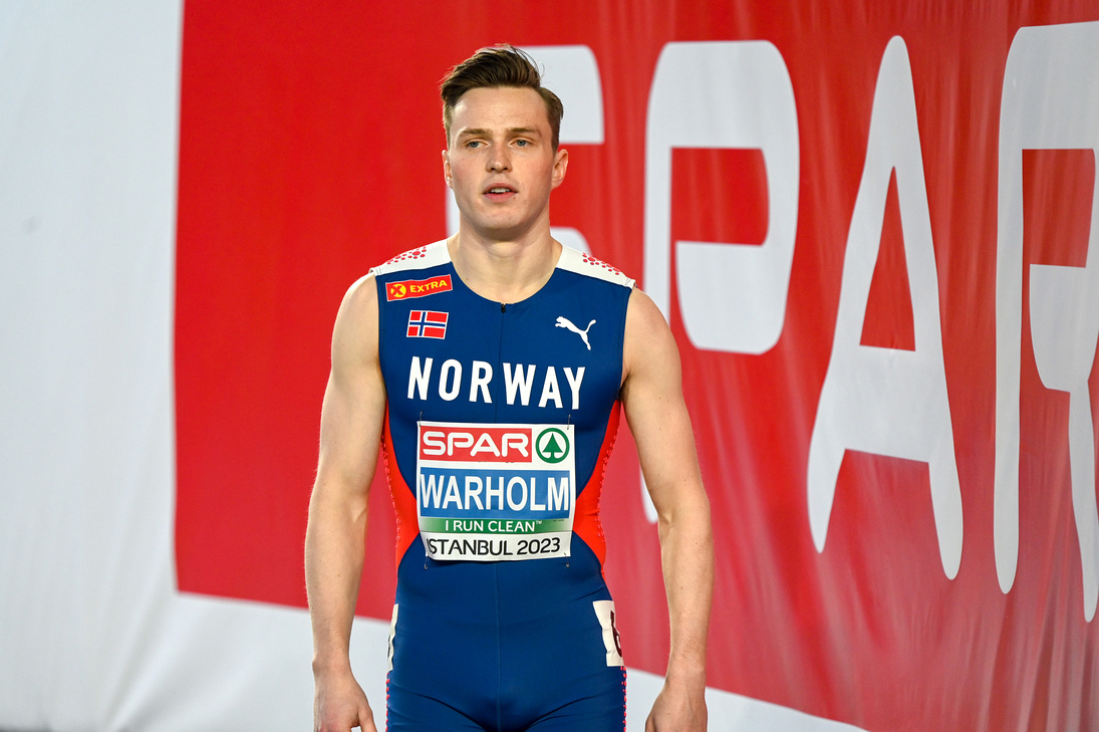
2023 год

Карстен Вархольм получил свой первый международный опыт на чемпионате мира среди юниоров в 2013 году в Донецке, где он выиграл золотую медаль. Через год он выступил на чемпионате мира среди юниоров в десятиборье и занял десятое место.
В 2015 году он выиграл две серебряные медали на Чемпионате Европы среди юниоров, в десятиборье и в 400-метровом забеге.
Он получил право выступить на летних Олимпийских играх в Рио-де-Жанейро, где на дистанции 400 метров с барьерами добрался до полуфинала.
В 2017 году он выиграл золотую медаль на 400 метрах с барьерами и серебро на обычной 400 метровой дистанции на чемпионате Европы U23 в Быдгоще. Для преодоления препятствий ему понадобилось 48,37 с., таким образом он установил новый национальный рекорд и рекорд чемпионатов. Благодаря этой победе он квалифицировался на чемпионат мира в Лондоне, в котором неожиданно для всех победил с результатом 48,35 с. В конце сезона в финале IAAF Бриллиантовой лиги в Цюрихе он улучшил свой собственный и национальный рекорд (48,22 сек.).
На чемпионате Европы в Берлине на дистанции 400 метров с барьерами норвежец отпраздновал золотой успех, пробежав в финале с результатом 47,64 секунды. Это лучший его результат и новый национальный рекорд Норвегии.
На предолимпийском чемпионате планеты, который проходил в Катаре, норвежский спортсмен, завоевал вторую подряд золотую медаль чемпионатов мира в беге на 400 метров с барьерами. Его результат составил 47,42 секунды.
1 июля 2021 года в Осло установил мировой рекорд в беге на 400 м с/б, показав результат 46,70 с, что на 0,08 сек быстрее времени американца Кевина Янга, показанного в 1992 году.
3 августа 2021 на Олимпийских играх в Токио 2020 установил мировой рекорд в беге на 400 м с/б, показав результат 45,94 с, улучшив свой же мировой рекорд на 0,76 c, став первым в мире человеком, выбежавшим из 46 секунд на этой дистанции. Примечательно, что в том же забеге американец Рай Бенджамин установил результат в 46,17, что быстрее предыдущего мирового рекорда на 0,53 с.
В 2023 году на чемпионате мира по лёгкой атлетикев Будапеште Карстен в третий раз в карьере выиграл золото в беге на 400 метров с барьерами с результатом 46,89.
В июне 2024 года победил в беге на 400 метров с барьерами на чемпионате Европы в Риме с рекордом чемпионатов Европы — 46,98 сек.
12 июня 2025 года на шестом этапе Бриллиантовой лиги в Осло установил мировой рекорд в беге на 300 м с барьерами, пробежав дистанцию за 32,67 сек.

## Основные результаты
| Год  | Турнир                          | Место проведения         | Дисциплина  | Место     | Результат |
| ---- | ------------------------------- | ------------------------ | ----------- | --------- | --------- |
| 2013 | Чемпионат мира среди юношей     | Донецк, Украина          | Восьмиборье | 1         | 6451      |
| 2014 | Чемпионат мира среди юниоров    | Юджин, США               | Десятиборье | 10-е      | 7551      |
| 2015 | Чемпионат Европы среди юниоров  | Эскильстуна, Швеция      | 400 м       | 2         | 46,10     |
| 2015 | Чемпионат Европы среди юниоров  | Эскильстуна, Швеция      | Десятиборье | 2         | 7764      |
| 2016 | Чемпионат Европы                | Амстердам, Нидерланды    | 400 м с/б   | 6-е       | 49,82     |
| 2016 | Олимпийские игры                | Рио-де-Жанейро, Бразилия | 400 м с/б   | полуфинал | 48,81     |
| 2017 | Командный чемпионат Европы      | Вааса, Финляндия         | 400 м с/б   | 1         | 48,46     |
| 2017 | Чемпионат Европы среди молодёжи | Быдгощ, Польша           | 400 м с/б   | 1         | 48,37     |
| 2017 | Чемпионат Европы среди молодёжи | Быдгощ, Польша           | 400 м       | 2         | 45,75     |
| 2017 | Чемпионат мира                  | Лондон, Великобритания   | 400 м с/б   | 1         | 48,35     |
| 2018 | Чемпионат Европы                | Берлин, Германия         | 400 м с/б   | 1         | 47,64     |
| 2018 | Чемпионат Европы                | Берлин, Германия         | 400 м       | 8-е       | 46,68     |
| 2019 | Чемпионат мира                  | Доха, Катар              | 400 м с/б   | 1         | 47,42     |
| 2021 | Олимпийские игры                | Токио, Япония            | 400 м с/б   | 1         | 45,94 WR  |